# 田中生夫
田中 生夫（たなか いくお、1917年6月19日 - 1996年2月17日）は、日本の経済学者、岡山大学名誉教授。
京都府綾部市生まれ。第三高等学校卒。1941年、京都帝国大学経済学部卒、台湾銀行大阪支店に入行。1942年から1945年まで陸軍へ応召。1946年、岡山農業専門学校講師。1948年、教授。1950年、岡山大学法文学部講師、1951年に助教授、1961年に教授。1968年「イギリス初期銀行史研究」で、九州大学経済学博士。1980年から1982年、岡山大経済学部長、評議員。1981年から1982年、法文学部長。1983年、定年退官、名誉教授、金沢大学教授、のち福山大学教授、中京大学教授。1991年、勲二等瑞宝章を受章。

## 著書
- 『イギリス初期銀行史研究』日本評論社、1966年
- 『戦前戦後日本銀行金融政策史』有斐閣、1980年
- 『日本銀行金融政策史』有斐閣、1985年
- 『昭和前期通貨史断章』有斐閣、1989年

## 翻訳
- 『インフレーションの古典理論 「地金報告」の翻訳と解説』編訳　未来社、1961
- I.M.ドラモンド　『金本位制と国際通貨システム 1900-1939』山本栄治共訳　日本経済評論社、1989

## 記念論集
- 『戦間期の通貨と金融 田中生夫先生還暦記念』玉野井昌夫ほか編　有斐閣、1982